# Ганс Мале
Ганс Ма́ле (нем. Hans Mahle, настоящее имя Генрих Август Людвиг Мальман (нем. Heinrich August Ludwig Mahlmann); 22 сентября 1911, Гамбург — 18 мая 1999, Берлин) — немецкий политик, член КПГ и СЕПГ. Один из учредителей Национального комитета «Свободная Германия», член группы Ульбрихта. После 1945 года Мале отвечал за восстановление радиовещания в Советской зоне оккупации Германии и некоторое время возглавлял радио ГДР.

## Биография
Мале родился в семье рабочего-коммуниста Адольфа Мальмана, погибшего в феврале 1945 года в концентрационном лагере Бухенвальд. Ганс Мале учился в народной школе и вступил в детскую организацию юных пионеров. Был знаком с Эрнстом Тельманом, поскольку в этой же пионерской организации состояла его дочь Ирма Тельман. В 1926 году Ганс Мале вступил в Коммунистический союз молодёжи Германии, по окончании коммерческого училища в 17-летнем возрасте возглавил пионерскую организацию Гамбурга. В 1931 году Ганс Мале вошёл в состав руководства пионерской организации Германии и занимался изданием газеты Trommel («Барабан»). В 1932—1935 годах Мале состоял членом ЦК Коммунистического союза молодёжи Германии.
В 1932 году Ганс Мале вступил в КПГ и назначен первым секретарём в руководстве пионерской организации Германии. С октября 1932 года Ганс Мале представлял Германию в Международном детском бюро Коминтерна в Москве.
После прихода национал-социалистов к власти в Германии Ганс Мале получил приказ вернуться в Германию на нелегальную работу в комсомоле. Работал в Берлине, Саксонии и Рурской области. В 1935 году бежал через Париж в Прагу, чтобы оттуда руководить работой с молодёжью в Западной Германии. Некоторое время спустя за свою деятельность был арестован в Амстердаме и находился в заключении. В 1936 году бежал через Чехословакию в СССР.
В Москве Ганс Мале работал в Исполкоме Коммунистического интернационала молодёжи, в 1938—1941 годах одновременно трудился в молодёжной редакции московского радио. В 1941 году Мале представлял немецкую антифашистскую молодёжь в Антифашистском комитете советской молодёжи.
После нападения Германии на Советский Союз Мале в конце октября 1941 года был эвакуирован в Куйбышев, где по заданию Коминтерна занимался перевоспитанием немецких военнопленных, вместе с Вальтером Ульбрихтом и другими немецкими коммунистами побывал в лагере военнопленных в Караганде.
Работа Мале в Караганде получила положительную оценку, и на заседании Коминтерна в Уфе ему было поручено возглавить молодёжное радио Sturmadler, ориентировавшееся на гитлерюгенд и молодых солдат. Весной 1943 года Мале вёл активную работу с военнопленными для учреждения Национального комитета «Свободная Германия». 12—13 июня 1943 года принимал участие в учредительной конференции комитета «Свободной Германии» в Красногорске и возглавил его молодёжную комиссию. В августе того же года получил новое назначение техническим директором радио «Свободная Германия». В ходе своей работы в ноябре 1943 года принимал участие в боевых действиях под Киевом.
На должности председателя молодёжной комиссии ЦК КПГ Ганс Мале продолжал заниматься вопросами молодёжи и составлением рабочих материалов для работы с молодёжью в послевоенной Германии. По мнению Вольфганга Леонгарда, поначалу планировалось, что именно Ганс Мале возглавит немецкую молодёжную организацию, а не Эрих Хонеккер. В 1944 году Мале учился в партийной школе КПГ № 12 в Москве. В феврале-августе 1944 года Ганс Мале входил в состав рабочей комиссии по разработке послевоенной программы КПГ.
В 1937 году Мале был лишён германского гражданства и позднее даже заочно приговорён к смерти за свою антифашистскую деятельность по решению Имперского военного суда.
Ганс Мале оказался среди девяти членов группы Ульбрихта, которые 30 апреля вылетели из Москвы в Германию. Сначала Мале работал в берлинских округах Тиргартен и Моабит. По указанию Ульбрихта Мале вступил в контакт с хирургом Фердинандом Зауэрбрухом, который после некоторых переговоров стал первым руководителем отдела здравоохранения в берлинском магистрате. Андреас Гермес, впоследствии первый председатель ХДС в Советской зоне оккупации Германии, вошёл в правительство Берлина и возглавил отдел продовольствия благодаря усилиям Ганса Мале. 11 мая Ганс Мале покинул группу Ульбрихта, чтобы по заданию генерала Берзарина организовать в городе радиовещание.
Радиовещание с полноценной программой началось уже спустя несколько дней, станция была временно названа «Радио Берлин», Ганс Мале занимал должность главного редактора. Несмотря на опасения некоторых руководителей КПГ вскоре в передачах на радио у Мале стали появляться политики из других партий. Ганс Мале также занимался восстановлением других радиостанций в 1945—1946 годах.
С июня 1945 по сентябрь 1947 года Мале входил в состав ЦК КПГ и Правления СЕПГ, с августа 1945 по май 1947 года также состоял членом совета президиума Культурного союза. В 1946 году Мале возглавлял отдел радиовещания и культурного просвещения центрального управления народного образования. В августе 1946 года Мале был назначен директором радиовещания в Советской зоне оккупации Германии, что некоторыми историками оценивается как понижение в должности. Осенью 1946 года у Мале произошёл конфликт с Вальтером Ульбрихтом из-за того, что Мале проживал в западной части Берлина, что опять же негативно отразилось на отношении к нему руководства СЕПГ. В сентябре 1947 года Ганс Мале был выведен из состава ЦК, где его сменил Хайнц Кесслер.
Постепенно разрыв между Мале и руководством партии стал увеличиваться. Мале продолжал проживать в Западном Берлине, у «классового врага», вопреки рекомендациям руководства СЕПГ занимался развитием телевидения. 14 июля 1951 года он был смещён с должности руководителя радиовещания и обвинён в шпионаже. Тем не менее, до мая 1953 года Мале продолжал руководить центральной лабораторией в Адлерсхофе, занимавшейся развитием телевидения, а затем был отправлен «на исправление» в Шверин, где поначалу работал в кооперативном магазине, затем вошёл в состав правления кооперативных обществ Шверина и издавал журнал Genossenschaftler («Кооператор»).
После смерти Сталина и обличения культа личности в мае 1956 года Ганс Мале был назначен главным редактором окружного печатного органа СЕПГ Schweriner Volkszeitung («Шверинская народная газета») и входил в окружное руководство СЕПГ. Его окончательная реабилитация состоялась 24 февраля 1959 года, когда Мале был назначен главным редактором газеты Die Wahrheit («Правда»), органа СЕПГ в Западном Берлине. Мале также вошёл в состав окружного руководства СЕПГ в Берлине и в 1961 году награждён орденом «За заслуги перед отечеством».
В 1962 году Мале вошёл в состав правления СЕПГ в Западном Берлине и назначен почётным председателем Общества германо-советской дружбы в Западном Берлине. В 1974 году подготовил к изданию автобиографию, но она не была опубликована до настоящего времени.
В 1995 году Ганс Мале возглавил избирательный список ПДС на выборах в бундестаг и муниципальные органы власти в берлинском районе Штеглиц.